# جيمس بي لافي
جيمس بي لافي (بالإنجليزية: James P. Levy)‏ هو مؤرخ أمريكي، ولد في 5 يناير 1965.